# Lettonie au Concours Eurovision de la chanson 2022
La Lettonie est l'un des quarante pays participants du Concours Eurovision de la chanson 2022, qui se déroule à Turin en Italie. Le pays est représenté par le groupe Citi Zēni et leur chanson Eat Your Salad, sélectionnés via l'émission Supernova 2022. Le pays se classe 14e avec 55 points en demi-finale, ne parvenant pas à se qualifier pour la finale.

## Sélection
Le diffuseur letton LTV confirme sa participation à l'Eurovision 2022 le 30 août 2021, confirmant par la même occasion le retour du format de sélection Supernova après un an d'interruption en 2021.

### Format
La sélection se déroule en une demi-finale et une finale. Dix-sept artistes participent à la demi-finale et dix s'en qualifient pour la finale. Le résultat est, à chaque fois, décidé grâce au vote du télévote letton associé au vote d'un jury de professionnels, chacun comptant pour la moitié du total.

### Chansons
Lors de l'annonce de Supernova 2022, le 30 août 2021, le diffuseur letton ouvre une période de candidature jusqu'au 7 décembre 2021. Au terme de cette période, 130 chansons ont été reçues par le diffuseur. De ces 130 chansons, 16 sont sélectionnées pour participer à la demi-finale télévisée. 10 autres sont soumis à un vote en ligne duquel un artiste supplémentaire se qualifiera comme wildcard,.
| Participants au vote en ligne | Participants au vote en ligne | Participants au vote en ligne                     |
| Artiste                       | Chanson                       | Auteur(s)                                         |
| ----------------------------- | ----------------------------- | ------------------------------------------------- |
| Antra Stafecka et Atis Ieviņš | Call the Lights               | Antra Stafecka, Atis Ieviņš, Oskars Deigelis      |
| Dārta Stepanova               | Brīnumzeme                    | Valters Pūce, Patrīcija Ksenija Cuprijanoviča     |
| Edvards Strazdiņš             | Open Road                     | Edvards Strazdiņš, Kerija Hauptmane               |
| Katrīna Dimanta               | My Voice                      | Katrīna Dimanta, Reinis Briģis                    |
| Marta Ritova                  | Let Me Go                     | Marta Ritova, Armands Varslavāns                  |
| Mārtiņš Strods                | One More Time                 | Mārtiņš Strods, Evija Smagare                     |
| Miks Galvanovskis             | I'm Just a Sinner             | Miks Galvanovskis, Reinis Briģis                  |
| Rihards Bērziņš               | 1+1                           | Rihards Bērziņš                                   |
| Tētis                         | Labākie vārdi                 | Nauris Brikmanis, Valters Osis                    |
| Toms Kalderauskis             | Naked Smile                   | Liene Stūrmane, Kaspars Ansons, Toms Kalderauskis |

| Participants      | Participants                | Participants                                                                                        |
| Artiste           | Chanson                     | Auteur(s)                                                                                           |
| ----------------- | --------------------------- | --------------------------------------------------------------------------------------------------- |
| Aminata           | I'm Letting You Go          | Aminata Savadogo                                                                                    |
| Beatrise Heislere | On the Way Home             | Edvards Grieze, Beatrise Heislere                                                                   |
| Bermudu Divstūris | Bad                         | Marats Ogļezņevs                                                                                    |
| Bujāns            | He, She, You & Me           | Intars Busulis, Reinis Sējāns, Marts Pujāts, Jānis Šipkēvics                                        |
| Citi Zēni         | Eat Your Salad              | Roberts Memmēns, Jānis Pētersons, Dagnis Roziņš, Jānis Jačmenkins                                   |
| Elīna Gluzunova   | Es pabiju tur               | Jānis Šipkēvics, Marts Pujāts                                                                       |
| Inspo             | A Happy Place               | Nadīna Stirniniece, Aivars Lietaunieks                                                              |
| Katō              | Promises                    | Kaspars Ansons, Anna Zankovska                                                                      |
| Linda Rušeniece   | Pay My Own Bills            | Ralfs Eilands, Rūdolfs Ozols, Valters Sprūdžs                                                       |
| Markus Riva       | If You're Gonna Love Me     | Markus Riva                                                                                         |
| Mēs Jūs Mīlam     | Rich Itch                   | Rūdolfs Ozols, Valters Sprūdžs, Ralfs Eilands                                                       |
| Miks Dukurs       | First Love                  | Miks Dukurs                                                                                         |
| Miks Galvanovskis | I'm Just a Sinner           | Miks Galvanovskis, Reinis Briģis                                                                    |
| Patriks Peterson  | Can't Get You Outta My Head | Elviss Pētersons                                                                                    |
| Raum              | Plans                       | Daniel Levi Viinalass, Reinis Straume, Arnis Račinskis                                              |
| The Coco'nuts     | In and Out of the Dark      | Marija Valmiera, Pēteris Narubins, Toms Valmiers, Monta Kurme, Benijs Zeltkalis, Artūrs Strautmanis |
| Zelma             | How                         | Arturs Liede, Andrjus Jaņuns, Arta Zelma Jēgere                                                     |

### Demi-finale
- Qualifié pour la finale
- Wildcard

| Ordre | Artiste           | Chanson                     |
| ----- | ----------------- | --------------------------- |
| 1     | Citi Zēni         | Eat Your Salad              |
| 2     | Miks Dukurs       | First Love                  |
| 3     | Linda Rušeniece   | Pay My Own Bills            |
| 4     | Elīna Gluzunova   | Es pabiju tur               |
| 5     | Raum              | Plans                       |
| 6     | Patriks Peterson  | Can't Get You Outta My Head |
| 7     | Mēs Jūs Mīlam     | Rich Itch                   |
| 8     | Katō              | Promises                    |
| 9     | Miks Galvanovskis | I'm Just a Sinner           |
| 10    | Markus Riva       | If You're Gonna Love Me     |
| 11    | The Coco'nuts     | In and Out of the Dark      |
| 12    | Aminata           | I'm Letting You Go          |
| 13    | Bermudu Divstūris | Bad                         |
| 14    | Beatrise Heislere | On the Way Home             |
| 15    | Zelma             | How                         |
| 16    | Bujāns            | He, She, You & Me           |
| 17    | Inspo             | A Happy Place               |

Cinq jours après la demi-finale, Miks Dukurs se voit offrir une place en finale en raison des problèmes techniques ayant eu lieu lors de sa performance en demi-finale.

### Finale
- Vainqueur

| Ordre | Artiste           | Chanson            | Jury | Télévote | Télévote | Total | Place |
| Ordre | Artiste           | Chanson            | Jury | Voix     | Place    | Total | Place |
| ----- | ----------------- | ------------------ | ---- | -------- | -------- | ----- | ----- |
| 1     | Miks Dukurs       | First Love         | 11   | 2 116    | 11       | 22    | 11    |
| 2     | Raum              | Plans              | 6    | 3 486    | 9        | 15    | 9     |
| 3     | Linda Rušeniece   | Pay My Own Bills   | 5    | 3 394    | 10       | 15    | 10    |
| 4     | Bermudu Divstūris | Bad                | 9    | 24 216   | 5        | 14    | 7     |
| 5     | Miks Galvanovskis | I'm Just a Sinner  | 4    | 16 060   | 6        | 10    | 4     |
| 6     | Bujāns            | He, She, You & Me  | 8    | 38 924   | 2        | 10    | 3     |
| 7     | Elīna Gluzunova   | Es pabiju tur      | 3    | 3 572    | 8        | 11    | 5     |
| 8     | Citi Zēni         | Eat Your Salad     | 1    | 50 566   | 1        | 2     | 1     |
| 9     | Inspo             | A Happy Place      | 7    | 6 432    | 7        | 14    | 8     |
| 10    | Mēs Jūs Mīlam     | Rich Itch          | 10   | 26 692   | 4        | 14    | 6     |
| 11    | Aminata           | I'm Letting You Go | 2    | 30,983   | 3        | 5     | 2     |

La soirée se conclut par la victoire du groupe Citi Zēni avec la chanson Eat Your Salad, qui représenteront donc la Lettonie à l'Eurovision 2022.

## À l'Eurovision
La Lettonie participe à la première demi-finale, le 10 mai 2022. Y recevant 55 points, le pays se classe 14e et ne parvient pas à se qualifier en finale.